# 6366 Райнервелер
6366 Райнервелер (6366 Rainerwieler) — астероїд головного поясу, відкритий 24 жовтня 1981 року.
Тіссеранів параметр щодо Юпітера — 3,197.